# أنتوني كولبي
أنتوني كولبي (بالإنجليزية: Anthony Colby) هو ضابط وسياسي أمريكي، ولد في 13 نوفمبر 1792 في الولايات المتحدة، وتوفي في 13 يوليو 1873 في نفس البلد. حزبياً، نشط في حزب اليمين. وقد انتخب حاكم نيو هامبشاير ‏.